# Bernhard Olck
Bernhard Olck (* 23. Oktober 1962) ist ein deutscher ehemaliger Fußballspieler.

## Karriere
1981 kam Bernhard Olck, zweitjüngstes von elf Geschwistern, vom rheinland-pfälzischen Verein Spvgg Andernach zu Alemannia Aachen in die 2. Bundesliga. Am 17. Oktober 1981 wurde er erstmals eingesetzt und hatte spätestens ab der Saison 1983/84 einen Stammplatz inne. Die Mannschaft fand sich zu dieser Zeit meist im vorderen Mittelfeld der zweiten Liga wieder, zum Aufstieg reichte es allerdings nicht. In seiner Zeit in Aachen trainierte Olck unter einer Reihe von Trainern, davon die letzten drei Jahre unter Werner Fuchs, bei dem er zwischenzeitlich seinen Stammplatz eingebüßt hatte.
1987 verließ er den Verein und wechselte zum FC St. Pauli, mit dem er im ersten Jahr mit Trainer Helmut Schulte den Aufstieg in die Bundesliga erreichte. Olck hatte sich sofort in der Mannschaft etablieren können und hatte somit seinen Anteil an diesem Erfolg. In der Bundesliga konnte sich St. Pauli drei Jahre halten, ehe man 1991 in der Relegation den Stuttgarter Kickers im Entscheidungsspiel unterlag. 1993 wechselte er zum 1. SC Norderstedt, womit die Zeit Olcks als Profi beendet war. 1995 wurde er mit Norderstedt Hamburger Pokalsieger. Als Spieler war Olck noch lange Jahre im Amateurbereich tätig, nach Norderstedt folgten für ihn noch die Stationen SC Alstertal/Langenhorn und Glashütter SV. Der Defensivspieler wurde in seiner aktiven Zeit für seinen Kampfgeist geschätzt und erhielt bei der Wahl zum Fußballer des Jahres 1989 gar eine Stimme.
Seit seinem Karriereende tritt er als Spieler unter anderem noch für die Traditionsmannschaft des FC St. Pauli oder bei Benefizspielen in Erscheinung.

### Statistik
| Liga          | Spiele (Tore) |
| ------------- | ------------- |
| Bundesliga    | 062 0(2)      |
| 2. Bundesliga | 244 (12)      |
| Regionalliga  | 019 0(3)      |
| Wettbewerb    |               |
| DFB-Pokal     | 014 0(3)      |

Hinzu kommen Spiele in Ligen unterhalb der Regionalliga, für die keine vollständigen Daten vorliegen.